# Aplidiopsis pannosum
Aplidiopsis pannosum is een zakpijpensoort uit de familie van de Polyclinidae. De wetenschappelijke naam van de soort is, als Polyclinum pannosum, voor het eerst geldig gepubliceerd in 1899 door Ritter.